# Vakttorn

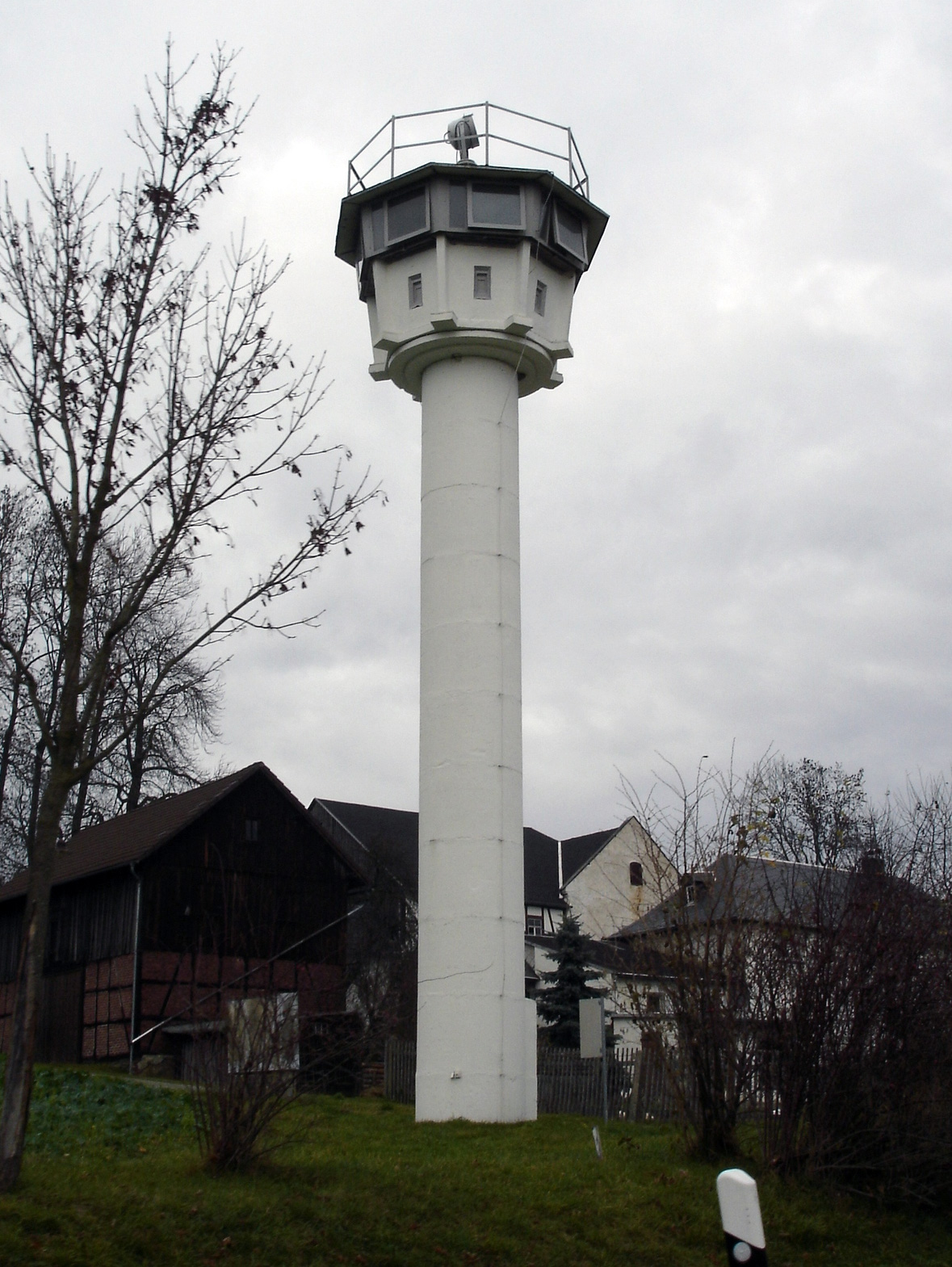
Vakttorn i Östtyskland.

Vakttorn är en byggnad som används för att vakta bland annat nationsgränser och fängelser. Tidigare användes vakttorn även i militära fortifikationer, men deras betydelse är begränsad i modern krigföring då de dels lätt blir utsatta för fientlig eld och dels kan underrättelse om fienden fås på annat sätt, till exempel flygspaning.